# الحملات الغزنوية في بلاد فارس
الحملات الغزنوية في بلاد فارس (في إيران الحديثة) كانت عبارة عن سلسلة من الحملات والغزوات التي قادتها السلالة الغزنوية المتمركزة في غزنة. وسّع الغزنويون بقيادة محمود الغزنوي ومسعود إمبراطوريتهم إلى بلاد فارس، مستهدفين مناطق مكران والري وهمدان وأصفهان وطبرستان والجبال وفارس وكردستان والأراضي المجاورة لسيستان وخراسان وأجزاء من شمال بلاد فارس. حدثت الفتوحات في الغالب بين عامي 1026 و1033 باستثناء طبرستان التي خضعت عام 1012 م. كانت هذه الحملات مدفوعة بطموحات التوسع الإقليمي ونشر الإسلام السني لدحر التشيّع بالقوة، وغالبًا على حساب السلالات الفارسية المحلية مثل البويهيين والزياريين وسلالة السلاريين الذين أمّنوا المناطق من خلال الدبلوماسية.

## الخلفية
كانت سياسة محمود الأولية تجاه البويهيين هي عدم التدخل حتى عامه الأخير. وفي عامي 1016-1017 م، أرسل مساعدات عسكرية إلى حاكم كرمان البويهي المتمرد، قوام الدولة، ضد أخيه سلطان الدولة حاكم فارس، لكن القوات فشلت في استعادة منصب قوام. لاحقًا، عندما نشأ نزاع آخر على الخلافة في كرمان، اختار محمود عدم التدخل.
بعد وفاة فخر الدولة عام 997 م، اعتلى مجد الدولة عرش البويهيين في سن التاسعة. أصبحت والدته السيدة الوصية على الدولة. في عام 1028 م، بعد وفاة والدته، أصبح مجد الحاكم الفعلي. أدى عجزه وافتقاره إلى الإدارة إلى تراجع حكم البويهيين. وفقًا للمؤرخ المعاصر البيهقي، سأل الوزير الغزنوي أحمد ميمندي السلطان محمود عن سياسة عدم التدخل تجاه البويهيين. أجاب فيها أنه إذا حكم رجل الري، فسيحتاج إلى جيش دائم في نيسابور لمواجهة تهديده البويهي. ومع ذلك، مع وجود امرأة في السلطة، لم يشعر بأي تهديد كبير لخراسان.

## الصراعات مع الزياريين

منطقة طبرستان خلال فترة الفواصل الإيرانية

الأمير الزياري قابوس الذي حكم جرجان وطبرستان، خلف شقيقه في عام 978 م ولكن هزمه الأمير البويهي مؤيد الدولة في عام 981 م، مما أجبره على اللجوء إلى الأمير الساماني نوح. وعلى الرغم من المحاولات، لم يتمكن الأمير نوح من استعادة حكم قابوس. في عام 997 م، وعد سبكتكين بمساعدة قابوس في استعادة مملكته ولكنه توفي بعد فترة وجيزة. عرض خليفته السلطان محمود الدعم ولكنه طالب بالسداد السريع لتكاليف الحملة، وهو ما رفضه قابوس لأنه كان في حرب مع أخيه على العرش. بعد وفاة الأمير الزياري في طبرستان فخر الدولة، استعاد قابوس جرجان في عام 998 م وتوسع في طبرستان وجبال. وفي عامي 1011-1012 م، عزله جيشه لقسوته، ونصب ابنه منوشهر. دعم محمود دارا، الابن الآخر لقابوس، ليطالب بالعرش، لكن منوشهر ضمن مركزه باعترافه بمحمود سيدًا، دافعًا 50 ألف دينار سنويًا. وبعد قبوله السيد، زوّج محمود إحدى بناته من منوشهر الذي ظل تحت قيادته، وساعد حملات محمود واستضافه في جرجان عام 1029 م.
بعد أن استولى محمود على الري من البويهيين، خشي منوشهر الهجوم، فعادى غزوه، فسد الطرق المؤدية إلى غزنة. غضب محمود، فسار نحو جرجان، مما دفع منوشهر إلى التوقف ودفع غرامة قدرها 500 ألف دينار. عفا عنه محمود وعاد إلى غزنة. توفي منوشهر بعد ذلك بفترة وجيزة عام 1029 م، قبل محمود بعام واحد. بعد وفاة منوشهر عام 1030 م، اضطر ابنه أنوشيروان إلى دفع ضريبة أخرى قدرها 500 ألف دينار لضمان اعتراف غزنة به.

## الصراعات مع مكران
المنطقة التاريخية لمكران في إيران وباكستان الحاليتين، شملت شريط الساحل البحري من خليج عمان إلى السند وجزء من كرمان وبلوشستان. في القرن العاشر، كانت مملكة مكران دولة تابعة لسلالة البويهيين في كرمان. وبعد تراجع هيمنة البويهيين، حولت مكران تحالفها إلى سبكتكين ثم محمود. وفي عامي 1025-1026 م، أثناء غياب السلطان محمود في حملة سومناث، توفي حاكم مكران المُسمى معدون، تاركًا أبنائه عيسى وأبو المعسكر للتنافس على الخلافة. خسر أبو المعسكر وهرب إلى سيستان. وفي عام 1026 م، طلب المساعدة من السلطان محمود في غزنة. خوفًا من دعم محمود لأخيه، أقرّ عيسى بمحمود سيدًا عليه، ضامنًا حكمه على مكران ومؤيدًا أبي المعسكر. وفي عام 1029 م، عندما كان محمود منشغلًا بالصراع مع السلاجقة، أعلن عيسى الاستقلال. حلّ مسعود، الذي كان مسؤولًا عن الأراضي الفارسية، محلّ عيسى وعيّن أبا المعسكر.

## الحملات في بلاد فارس

### صراع محمود مع سلالة البويهيين
في عام 1029 م، أرعبت قوات الديلم مدينة الري وهددت الحاكم العاجز مجد الدولة، الذي طلب مساعدة السلطان محمود. انتهز محمود الفرصة وأرسل 8000 فارس بقيادة حاجب علي للاستيلاء على مجد الدولة. سار محمود نفسه إلى جرجان لمنع تدخل السلاجقة. وفي أيار 1029 م، رحّب مجد الدولة بعلي الذي وضعه تحت المراقبة. ثم استولى على الري. دخل محمود المدينة في 26 أيار 1029 دون مقاومة، واستولى على ثروة هائلة، بما في ذلك جواهر بقيمة 500000 دينار، و260000 دينار من العملات المعدنية، وأكثر من 30000 دينار من الأواني الذهبية والفضية. أُرسل مجد الدولة وابنه أبو دلاف إلى السجن في الهند. فنجح في ضم الري والجبال. ثم اجتاح الجيش الغزنوي الديلم وكردستان وفارس ضد الحكام المحليين الآخرين.

### الصراع مع سلالة السلاريين

خريطة أذربيجان، المعروفة باسم شيروان خلال فترة الفواصل الإيرانية

بعد الاستيلاء على أراضي البويهيين، عرضت الدول المجاورة الولاء باستثناء إبراهيم بن مرزبان الديلمي (المعروف باسم سالار)، حاكم زنجان وأبهر وسرجهان وشهرزور. وبسبب عدائه، أرسل السلطان محمود جيشًا كبيرًا ضده بقيادة مرزبان بن حسن، الذي كان منافسًا قديمًا للسلاريين ولجأ إلى الغزنويين. تحالف مرزبان مع بعض زعماء الديلم، وتقدم ضد سلار واستولى على قزوين. بعد أن عاد محمود إلى غزنة، استطاع سلار هزينة مرزبان واستعادة قزوين.
وضع محمود مسعود مسؤولًا عن الأراضي التي تم فتحها حديثًا وكلفه بإخضاع أراضي البويهيين المتبقية. حاصر مسعود، برفقة مرزبان، سلار في حصن سرجهان المحصن. رشى مسعود ضباط سلار للكشف عن نقطة ضعف الحصن. غادر سلار دون خيار واشتبكوا مع المحاصرين في معركة في 13 أيلول 1029 م لكنهم هُزموا وأُسروا. استسلم ابنه لاحقًا ووافق على دفع الجزية. انتقل مسعود بعد ذلك إلى همدان وأصفهان الخاضعتين. كما أُجبرت دولة أذربيجان الإيرانية المجاورة التي كانت تحت الرواديين على أن تدفع الجزية لغزنة.

### حرب مسعود مع البويهيين

#### حملة همدان وأصفهان
بعد عودته إلى الري، واصل مسعود غزو الأراضي البويهية، مستهدفًا الكاكوييين في همدان وأصفهان. استولى على همدان ثم تقدم نحو أصفهان، التي استولى عليها في كانون الثاني 1030 من علاء الدولة كاكويه (حاكم همدان وأصفهان)، المعروف أيضًا بابن كاكويه. بوساطة الخليفة، وبتأثير من قريب علاء الدولة، جلال الدولة في بغداد، سمح مسعود لعلاء الدولة بحكم أصفهان نائبًا عنه، بشرط دفع جزية سنوية قدرها 20 ألف دينار.
في 26 أيار 1030 م، علم مسعود بوفاة والده السلطان محمود، مما دفعه إلى العودة إلى الري، وتعيين حسن السليماني حاكمًا، والتوجه إلى نيسابور لتأمين العرش وسط نزاع متوقع على الخلافة مع شقيقه.

#### حملة كرمان
في عام 1031 م، غزا الجيش الغزنوي بقيادة مسعود كرمان لكنه هُزم. وفي عام 1033 م، استولى مسعود على ولاية كرمان البويهية، ولكن بعد عام (في عام 1034 م)، أرسل عماد الدين أبو كليجار جيشًا من فارس بقيادة وزيره بهرام بن مفنّة، والذي طرد الحامية الغزنوية، وأجبرهم على التراجع إلى نيسابور.

## النتائج
بعد الاستيلاء على الري من مجد الدولة، شن محمود حملة لتطهير الطوائف الضالة. ومن أبرزهم القرامطة والباطنية والمزدكية والمعتزلة والشيعة. أُعدم الآلاف من أتباع هذه المذاهب وسُبيَت نسائهم واستُعبد أطفالهم، بينما سُجن آخرون ونُقلوا إلى خراسان. فُتشَت مساكنهم لتدمير تراثهم ومعتقادتهم، فتم مصادرة وتدمير النصوص المرتبطة بمعتقداتهم. وأُحرقَت كل كتب الفلسفة والعلم والأديان التي لم تكن على المذهب السني، ونُقلَت الكتب التي تتوافق مع آراء السلطان إلى العاصمة غزنة. كتب محمود في فتح نامه إلى الخليفة القادر وتحدث عن تطهير جبال مما أسماه "الباطنية الكافرة والمبتدعين الفسقة"، وأن "نصر الله العباد بحملة القائد محمود لتطهير البلاد" كان حكم الغزنويين في وسط وغرب بلاد فارس قصير الأجل، حيث استمر أقل من عقد من الزمان بينما استمر في الري سبع سنوات فقط. دفعت السلالة السلارية والروادية في المنطقة الشمالية الغربية من بلاد فارس الجزية، لكنها لم تبقَ تحت النفوذ الغزنوي لفترة طويلة. بعد خلافة مسعود، أطاح الكاكويون بالسيادة الغزنوية، واستولوا على الري حتى طرده الحاكم الغزنوي أبو سهل الحمدوني من عاصمته أصفهان لمدة عامين واستولى على مكتبة وزيره ابن سينا التي تحتوي على ما أسماه "كتب هرطقية" حيث أُحرقَت لمحاربة الباطنية والفلسفة، و"كل ما ظهر على غير السنة". وفي عام 1033 م، قُمع تمرد الديلم في قزوين وقم. وفي عامي 1037-1038 م، أعاد الكاكويون بقيادة علاء الدولة غزو الري وقتلوا حاكمها تاش فرش مما أجبر الغزنويين على التخلي عنها. وتم سك العملات المعدنية باسم مسعود حتى استولى السلاجقة على الري.

## طالع أيضًا
- الحملة الغزنوية في خراسان[الإنجليزية]
- الفتح الغزنوي لسيستان[الإنجليزية]
- غزو القراخانيين لخراسان[الإنجليزية]
- الصراعات الغزنوية-الشاهي الهندوسية
- الفتح الغزنوي لخوارزم[الإنجليزية]

## ملحوظات
1. ↑  العدد المذكور هو جزء من قواتهم وهو الذي اُستخدم فقط ضد البويهيين في الري في عام 1029 م.[1]
2. ↑  القوات الكاكوية 1037 م في الري[2]
3. ↑  مقرها في تربت بلوشستان الحالية، بباكستان[12]

## فهرس
- Nazim, Muhammad (1931). The Life and Times of Sultan Mahmud of Ghazna (بالإنجليزية). Cambridge University Press.
- Bosworth, C.E. (1963). The Ghaznavids, 994-1040 (بالإنجليزية). Edinburgh University Press.
- Frye, R. N. (1975). The Cambridge History of Iran (بالإنجليزية). Cambridge University Press. ISBN:978-0-521-20093-6. Archived from the original on 2025-07-29.
- Asimov, M. S. (1998). History of civilizations of Central Asia: The Age of Achievement: A.D. 750 to the End of the Fifteenth Century (بالإنجليزية). UNESCO Publishing. Vol. IV. ISBN:978-92-3-103467-1.